# Веноза
Веноза (італ. Venosa) — муніципалітет в Італії, у регіоні Базиліката,  провінція Потенца.
Веноза розташована на відстані близько 300 км на схід від Рима, 38 км на північ від Потенци.
Населення — 11 933 особи (2014).

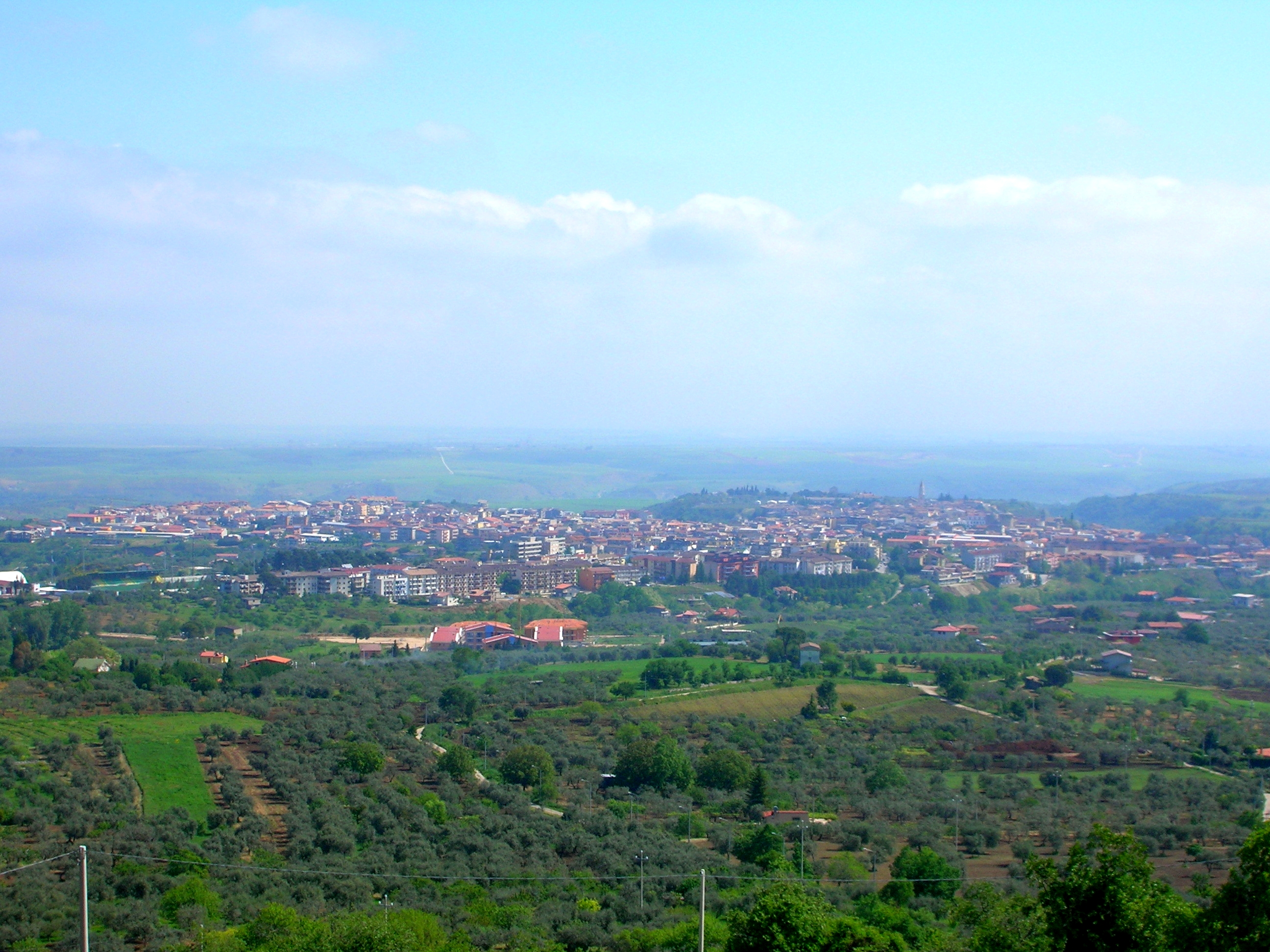

Щорічний фестиваль відбувається 16 серпня. Покровитель — святий Рох.

## Демографія
Населення за роками:

Станом на 1 січня 2023 року в муніципалітеті офіційно проживало 399 іноземців з 31 країни, серед них 167 громадян країн Євросоюзу та 8 громадян України.

## Сусідні муніципалітети
- Бариле
- Джинестра
- Лавелло
- Маскіто
- Монтемілоне
- Палаццо-Сан-Джервазіо
- Раполла
- Спінаццола